# Challenge Armand Vaquerin
El Challenge Armand Vaquerin és una competició estival amistosa francesa de rugbi a 15, de pretemporada, organitzada anualment al mes d'agost al departament de l'Avairon Sud, entre Camarès i Saint-Affrique (i a vegades a Millau). A aquesta competició s'hi accedeix per invitació i hi participen entre 4 i 6 clubs professionals del Pro D2 o del Top 16. També ha estat comuna la invitació d'un o dos equips estrangers.
L'inici d'aquesta competició es va produir un any després de la mort del jugador de rugbi Armand Vaquerin, ocorreguda el 10 de juliol de 1993.
Armand Vaquerin (1951 - 1993) fou jugador de l'Association sportive de Béziers Hérault a l'època del Grand Béziers. És recordman absolut del nombre de finals jugades per un jugador en el campionat de França (11) i del nombre de títols de campió de França assolits (10; fou campió els anys 1971, 1972, 1974, 1975, 1977, 1978, 1980, 1981, 1983 i 1984 (finalista l'any 1976). Armand Vaquerin era nascut a l'Avairon i va ser internacional 26 cops amb l'equip de França.
El 2006 aquesta competició va veure la participació d'un doble campió d'Europa (Leicester Tigers) i d'un doble subcampió europeu (l'Stade français).

## Palmarès
- 1994: AS Béziers
- 1995: AS Béziers
- 1996: AS Béziers
- 1997: CS Bourgoin-Jallieu
- 1998: AS Béziers
- 1999: SU Agen
- 2000: AS Béziers
- 2001: AS Béziers guanya al RC Narbonne per 49 - 17
- 2002: US Colomiers
- 2003: AS Montferrand guanya la US Colomiers per 39 - 22
- 2004: AS Béziers guanya la US Montauban per 16 - 6
- 2005: US Montauban
- 2006: Cap campió designat